# Катулис, Артурас
Артурас Катулис (лит. Artūras Katulis, 8 августа 1981, Электренай, Литовская ССР, СССР) — профессиональный литовский хоккеист, защитник клуба «Энергия».

## Карьера
Артурас Катулис начал свою карьеру в качестве хоккеиста в своем родном городе Электренай за местную «Энергию». В «Энергии» выступал с 1997 по 2001 год. В сезоне 2000/01 вместе со своей командой завоевал золотые медали чемпионата Литвы.
Сезон 2001/2002 отыграл в клубе второй по величине лиге России Янтарь Северск.
Следующие два сезона провёл в Белорусской экстралиге в клубе Неман, из Гродно.
Следующие два сезона снова провёл в России, играя за клубы второго эшелона — лениногорского «Нефтяника» и саратовского «Кристалла».
Сезон 2006/07 играл в Дании за хоккейный клуб «Сённерйюск». В сезоне 2007/08 переехал в Финляндию в клуб «СайПа».
В 2008 году в третий раз возвращается в Россию. На этот раз был подписан контракт с пензенским «Дизелем», однако из-за плохой результативности, под конец сезона был переведён в дублирующий состав Дизель-2.
В следующем сезоне он перешёл в альметьевский «Нефтяник».
В сезоне 2010/11 выступал за латвийский клуб «Металлург» из Лиепаи. Большую часть сезона в Белорусской экстралиге, а также три мачта на европейском уровне в Континентальном кубке ИИХФ, где выиграли со второй командой «Лиепаяс Металургс» в 2011 году чемпионат Латвии.
В сезоне 2011/12 он перешёл в киевский «Беркут», выступающий в ПХЛ.
В августе 2013 года вернулся в электренайскую «Энергию», спустя 12 лет.

### Достижения
- Чемпион Литвы в составе «Энергии» (2001)
- Бронзовый призёр чемпионата Дании (2007)
- Чемпион Латвии в составе «Металлург Лиепая» (2011)
- Бронзовый призёр чемпионата Украины (2012)
- Лучший бомбардир-защитник на чемпионате мира 2009 года группы А (I дивизион).

## Международная
В составе молодёжной сборной Литвы принимал участия в трёх чемпионатах мира 1999, 2000 и 2001 годов.
В составе основной сборной Литвы, Катулис принимал участия в чемпионатах мира второго дивизиона в 2002 и 2004 годах. А в первом дивизионе вместе со своей сборной он выступал в чемпионатах мира 2001 года, 2003 года, 2005 года, 2006 года, 2007 года, 2008 года, 2009 года, 2010 года и 2011 года и 2012 года. Он также выступал за Литву, в квалификационном турнире к Зимним Олимпийским играм 2006 года в Турине.

## Награды
- Победитель первого дивизиона чемпионата мира 2018 года (сборная Литвы)

## Статистика
Последнее обновление: 10 апреля 2015 года
```
                                            
                                            --- Regular Season ---  ---- Playoffs ----
Season   Team                        Lge    GP    G    A  Pts  PIM  GP   G   A Pts PIM
--------------------------------------------------------------------------------------
1996-97  Lithuania U18           EJC-18 C    4    0    0    0    4  --  --  --  --  --
1997-98  Energija Elektrenai        EEHL     1    1    0    1    0  --  --  --  --  --
1998     Lithuania U18           EJC-18 C    4    0    0    0    0  --  --  --  --  --
1998-99  Energija Elektrenai        EEHL     7    0    1    1    0  --  --  --  --  --
1999     Lithuania U18          EJC-18 D1    3    1    2    3    2  --  --  --  --  --
1999     Lithuania U20          WJC-20 C     4    1    1    2    4  --  --  --  --  --
1999-00  Energija Elektrenai        EEHL    --    --  --   --   --  --  --  --  --  --
2000     Lithuania U20          WJC-20 C     4    0    0    0    2  --  --  --  --  --
2000-01  Energija Elektrenai        EEHL    30    5    4    9   22  --  --  --  --  --
2001     Lithuania U20          WJC-20 C     4    2    1    3    6  --  --  --  --  --
2001     Lithuania                 WC D1     5    0    2    2    2  --  --  --  --  --
2001-02  Yantar Seversk          Russia2    35    1    2    3   20  --  --  --  --  --
2002     Lithuania                 WC D2     5    1    4    5   18  --  --  --  --  --
2002-03  Neman Grodno               EEHL    35    1    7    8   14  --  --  --  --  --
2003     Lithuania                 WC D1     5    0    0    0    6  --  --  --  --  --
2003-04  Neman Grodno            Belarus    45    5    7   12   57   2   0   1   1   0
2003-04  Neman Grodno               EEHL    32    1    4    5   28  --  --  --  --  --
2004     Lithuania                 WC D2     5    3    7   10    6  --  --  --  --  --
2004-05  Neftyanik Leninogorsk   Russia2    23    3    4    7   24   3   0   0   0   2
2005     Lithuania                  OGQ      3    0    1    1    2  --  --  --  --  --
2005     Lithuania                 WC D1     5    0    3    3    4  --  --  --  --  --
2005-06  Kristall Saratov        Russia2    56    8   10   18   60  --  --  --  --  --
2006     Lithuania                 WC D1     5    4    4    8    0  --  --  --  --  --
2006-07  SønderjyskE             Denmark    36    2    9   11   59  13   0   2   2   8
2007     Lithuania                 WC D1     5    0    0    0    0  --  --  --  --  --
2007-08  SaiPa                   SM-liga    44    0    5    5   26  --  --  --  --  --
2008     Lithuania                 WC D1     5    0    1    1   14  --  --  --  --  --
2008-09  Dizel Penza             Russia2    50    5    7   12   28   5   0   2   2   6
2008-09  Dizel Penza-2           Russia3     6    1    3    4    2  --  --  --  --  --
2009     Lithuania                 WC D1     5    3    0    3    4  --  --  --  --  --
2009-10  Neftyanik Almetievsk    Russia2    44    4    6   10   30   4   0   1   1   0
2010     Lithuania                 WC D1     5    3    3    6   10  --  --  --  --  --
2010-11  Metalurgs Liepaja       Belarus    45    5   12   17   30   3   0   1   1   4
2010-11  Metalurgs Liepaja      Cont Cup     3    0    1    1    2  --  --  --  --  --
2010-11  Metalurgs Liepaja-2      Latvia     9    3    9   12    6  --  --  --  --  --
2011     Lithuania                 WC D1     5    1    0    1    6  --  --  --  --  --
2011-12  Berkut Kiev                 PHL    37   10   13   23   16  --  --  --  --  --
2012     Lithuania (''C'')        WC D1В     5    0    1    1    6  --  --  --  --  --
2012     Lithuania(all)    International     8    0    2    2    6  --  --  --  --  --
2012-13  Berkut Kiev                 PHL    34    1   12   13    8  --  --  --  --  --
2012     Lithuania                  OGQ      3    0    0    0    4  --  --  --  --  --
2013     Lithuania (''C'')        WC D1В     3    0    1    1    0  --  --  --  --  --
2013     Lithuania(all)    International     3    0    0    0    4  --  --  --  --  --
2013-14	 Energija Elektrenai	Belarus2    18    3    3    6   10   2   0   0   0   2
2014     Lithuania                WC D1В     5    0    1    1    4  --  --  --  --  --
2014-15  Juodupe               Lithuania    12   15   11   26   10   1   1   2   3   0
2015-16  Juodupe               Lithuania    21   22   16   38   --  
2015     Lithuania                   OGQ     3    0    1    1    4  --  --  --  --  --
2016-17  Juodupe               Lithuania     7    6    5   11   --  
---------------------------------------------------------------------------------------
               EEHL Totals                 158    8   16   24   64  --  --  --  --  --
               Belarus Totals               71   11   25   36   24  --  --  --  --  --
                PHL Totals                  90   10   19   29   87   5   0   2   2   4

```